# Генеральный план Аддис-Абебы (2014)
Генеральный план развития Аддис-Абебы на 2014 год включал в себя спорные идеи. Предполагалось расширить границы столицы Эфиопии на 1,1 миллиона гектаров за счёт создания Особой зоны Оромия, что было осуществлено в апреле 2014 года. Этот план вызвал протесты, особенно в регионе Оромия, где критики утверждают, что он противоречит Конституции 1995 года.

## Предыстория
Особая зона Оромия, расположенная вокруг Финфинне, была создана в 2008 году. В её состав вошли части нескольких зон Оромии, которые окружают Аддис-Абебу. В 2011 году Аддис-Абеба и Особая зона Оромия начали совместный проект по общим вопросам городского развития, который возглавила Кума Демекса.
В июне 2013 года правительство Эфиопии, возглавляемое тогда TPLF, провело встречу с другими заинтересованными сторонами в Адаме. Они выразили поддержку проекту, утверждая, что это отвечает интересам Эфиопии. План по расширению столицы был разработан для удовлетворения растущего спроса на жилую и коммерческую недвижимость, что было связано с развитием среднего класса в Эфиопии. Однако объединение Аддис-Абебы и Специальной зоны Оромия нарушило бы Конституцию 1995 года, которая отделяла столицу от Оромии, поэтому было необходимо найти обходной путь.
К апрелю 2014 года правительство было готово приступить к реализации Генерального плана, который предусматривал включение примыкающих к столице территорий в её состав без проведения консультаций с местными жителями. Это вызвало протесты студентов университета в Оромии, которые были подавлены правительственными силами.

## Протесты
В 2014-2016 годах, в период с 25 апреля по 20 мая, жители Аддис-Абебы протестовали против предполагаемого расширения границ города. Эти протесты, которые охватили народ оромо, стали причиной конфликтов с правительством, сопровождавшихся стрельбой и насилием в отношении мирных демонстрантов. 12 ноября 2015 года возобновились масштабные забастовки и уличные протесты, возглавляемые преимущественно студентами в городе Гинчи, расположенном в 80 километрах к юго-западу от Аддис-Абебы и окружённом территорией региона Оромия. Протесты распространились на 400 различных населённых пунктов в 17 зонах региона Оромия. По данным Amnesty International, 800 протестующих были убиты.
12 января 2016 года, спустя два месяца протестов, Демократическая партия Оромо объявила о полной отмене плана после продолжительных переговоров с правительственными чиновниками, которые выразили своё несогласие с ним.